# Gare d’Andorre - L’Hospitalet
Gare d’Andorre - L’Hospitalet vasútállomás Franciaországban, L’Hospitalet-près-l’Andorre településen. Az állomásról buszjáratok indulnak a közeli Andorrai Hercegségbe.

## Vasútvonalak
Az állomást az alábbi vasútvonalak érintik:
- Portet-Saint-Simon–Puigcerdà-vasútvonal

## Kapcsolódó állomások
A vasútállomáshoz az alábbi állomások vannak a legközelebb:
- Gare de Mérens-les-Vals
- Gare de Porté-Puymorens

## Buszjáratok
Ez az állomás az Andorra felé tartó buszjáratokhoz használható. Naponta három busz közlekedik, amelyek L'Hospitalet-près-l'Andorre-ból 07:45-kor és 19:45-kor indulnak. Egy SNCF busz is indul az állomásról 09:35-kor, és Pas de la Casa-ig közlekedik, ahonnan helyi buszokkal lehet továbbutazni Andorra más városaiba.